# 出血性敗血症
出血性敗血症（しゅっけつせいはいけつしょう、英: hemorrhagic septicemia）は、Pasteurella multocidaの莢膜抗原B型あるいはE型による感染を原因とする感染症。日本においては家畜伝染病予防法の法定伝染病に指定されており、対象動物はウシ、スイギュウ、シカ、ヒツジ、ヤギ、ブタ、イノシシ。日本での発生はない。Pasteurella multocidaは両端染色性のグラム陰性、通性嫌気性の桿菌。経気道的あるいは経口的に感染すると考えられており、ウシでは症状を発見する前に突然死亡することが多い。急性例では胃壁、腸管膜、心膜などに広範な充出血点が観察される。病気の進行が早いため適切な治療法は確立されていない。炭疽、気腫疽、悪性水腫との類症鑑別が必要。血液がタール様にならないことから炭疽と鑑別することが可能であり、筋肉病変の違いから気腫疽、悪性水腫との鑑別が可能である。不活化ワクチンが実用化されている。